# Ian Somerhalder
Ian Joseph Somerhalder, född 8 december 1978 i Covington, Louisiana, är en amerikansk skådespelare, fotomodell och regissör. Han spelade bland annat karaktären Boone Carlyle i TV-serien Lost, och medverkar från 2009 i The Vampire Diaries där han spelar vampyren Damon Salvatore. Sedan 2015 är han gift med Nikki Reed och de har två barn,  en dotter och en son.

## Filmografi

### Film
| År   | Titel                                   | Roll                          | Anmärkning |
| ---- | --------------------------------------- | ----------------------------- | ---------- |
| 2001 | Livsverket                              | Josh                          |            |
| 2002 | Changing Hearts                         | Jason Kelly                   |            |
| 2002 | The Rules of Attraction - Lustans lagar | Paul Denton                   |            |
| 2004 | In Enemy Hands                          | U.S.S. Swordfish Danny Miller |            |
| 2004 | The Old Man and the Studio              | Matt                          | Kortfilm   |
| 2006 | Pulse                                   | Dexter                        |            |
| 2006 | The Sensation of Sight                  | Parker-Hall                   |            |
| 2008 | The Lost Samaritan                      | William Archer                |            |
| 2009 | Wake                                    | Tyler                         |            |
| 2009 | The Tournament                          | Miles Slade                   |            |
| 2010 | How to Make Love to a Woman             | Daniel Meltzer                |            |
| 2013 | Caught On Tape                          | Officer Lewis                 |            |
| 2013 | Time Framed                             | Agent Black                   | Kortfilm   |
| 2014 | The Anomaly                             | The Anomaly                   |            |

### TV
| År        | Titel                             | Roll             | Anmärkning                               |
| --------- | --------------------------------- | ---------------- | ---------------------------------------- |
| 1997      | The Big Easy                      | I.Q.             | Avsnittet: "The Black Bag"               |
| 1999      | Now and Again                     | Brian            | Avsnittet: "A Girl's Life"               |
| 2000      | Young Americans                   | Hamilton Fleming |                                          |
| 2002      | CSI: Crime Scene Investigation    | Tony Del Nagro   | Avsnittet: "Revenge Is Best Served Cold" |
| 2002      | Law & Order: Special Victims Unit | Charlie Baker    | Avsnittet: "Dominance"                   |
| 2003      | CSI: Miami                        | Ricky Murdoch    | Avsnittet: "The Best Defense"            |
| 2004      | Smallville                        | Adam Knight      | 6 avsnitt                                |
| 2004–2010 | Lost                              | Boone Carlyle    | 28 avsnitt                               |
| 2007      | Marco Polo                        | Marco Polo       | TV-film                                  |
| 2007      | Tell Me You Love Me               | Nick             | 6 avsnitt                                |
| 2008      | Lost City Raiders                 | Jack Kubiak      | TV-film                                  |
| 2009–2017 | The Vampire Diaries               | Damon Salvatore  | Huvudroll; producent (säsong 8)          |
| 2019      | V Wars                            | Dr. Luther Swann | Huvudroll; exekutiv producent            |